# مارتن هيويت
مارتن هيويت (بالإنجليزية: Martin Hewitt)‏ هو ممثل أمريكي، ولد في 19 فبراير 1958 في سان خوسيه في الولايات المتحدة.

## أعمال

### أفلام
- (1981) الحب اللانهائي

### مسلسلات
- جاغ

## وصلات خارجية
- مارتن هيويت على موقع IMDb (الإنجليزية)
- مارتن هيويت على موقع ألو سيني (الفرنسية)
- مارتن هيويت على موقع ميوزك برينز (الإنجليزية)
- مارتن هيويت على موقع أول موفي (الإنجليزية)
- مارتن هيويت على موقع قاعدة بيانات الأفلام السويدية (السويدية)
- مارتن هيويت على موقع إن إن دي بي (الإنجليزية)
- مارتن هيويت على موقع قاعدة بيانات الفيلم (الإنجليزية)
- مارتن هيويت على موقع كينوبويسك (الروسية)